# قلعه استورا واسبی

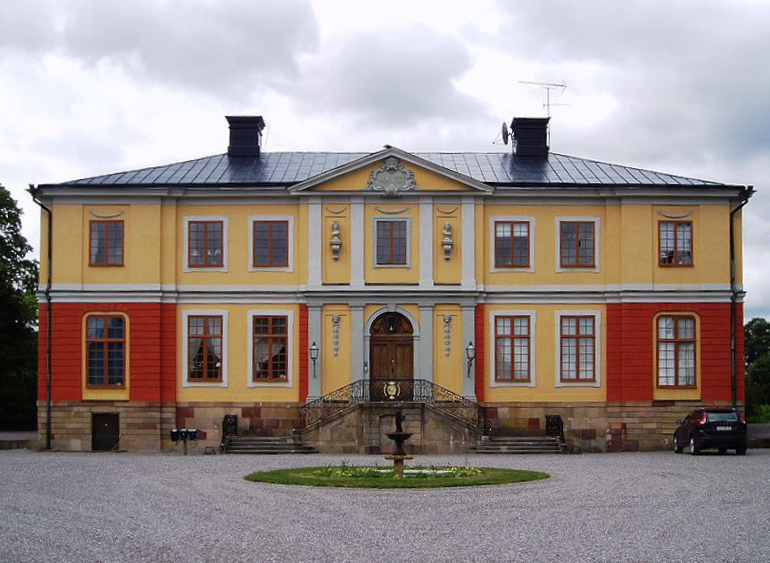
نمای مقابل قلعه

قلعه استورا واسبی (به سوئدی: Stora Väsby slott) قلعه‌ای در سوئد است.